# کیجوتوا (آریزونا)
کیجوتوا (به انگلیسی: Quijotoa) یک منطقهٔ مسکونی در ایالات متحده آمریکا است که در آریزونا واقع شده است. کیجوتوا ۸۵۰ متر بالاتر از سطح دریا واقع شده است.